# Petrosaurus mearnsi
Espèce
Synonymes
- Uta mearnsi Stejneger, 1894

Statut de conservation UICN

 LC  : Préoccupation mineure
Petrosaurus mearnsi est une espèce de sauriens de la famille des Phrynosomatidae.

## Répartition
Cette espèce se rencontre :
- aux États-Unis en Californie ;
- au Mexique en Basse-Californie.

## Description
Ce lézard vit dans les zones rocheuses arides de sa zone de répartition, du niveau de la mer jusqu'à 1 200 m d'altitude.

## Liste des sous-espèces
La sous-espèce Petrosaurus mearnsi slevini a été élevée au rang d'espèce.

## Étymologie
Cette espèce est nommée en l'honneur d'Edgar Alexander Mearns.

## Publication originale
- Stejneger, 1894 : Description of Uta mearnsi. A new lizard from California. Proceedings of the United States National Museum, vol. 17, p. 589-591 (texte intégral).